# Årstal
Et årstal er et nummer der bruges til at angive et bestemt år fra 1. januar til og med 31. december.
I Wikipedia er der beskrevet begivenheder fra mange år, se årti, århundreder og historie.
Man kan søge direkte på årstallet. Dog skal årstal før vor tidsregning efterfølges af "f.Kr." f.eks. 112 f.Kr..